# Odontomachus brunneus
Odontomachus brunneus är en myrart som först beskrevs av William Hampton Patton 1894.  Odontomachus brunneus ingår i släktet Odontomachus och familjen myror. Inga underarter finns listade i Catalogue of Life.

## Bildgalleri

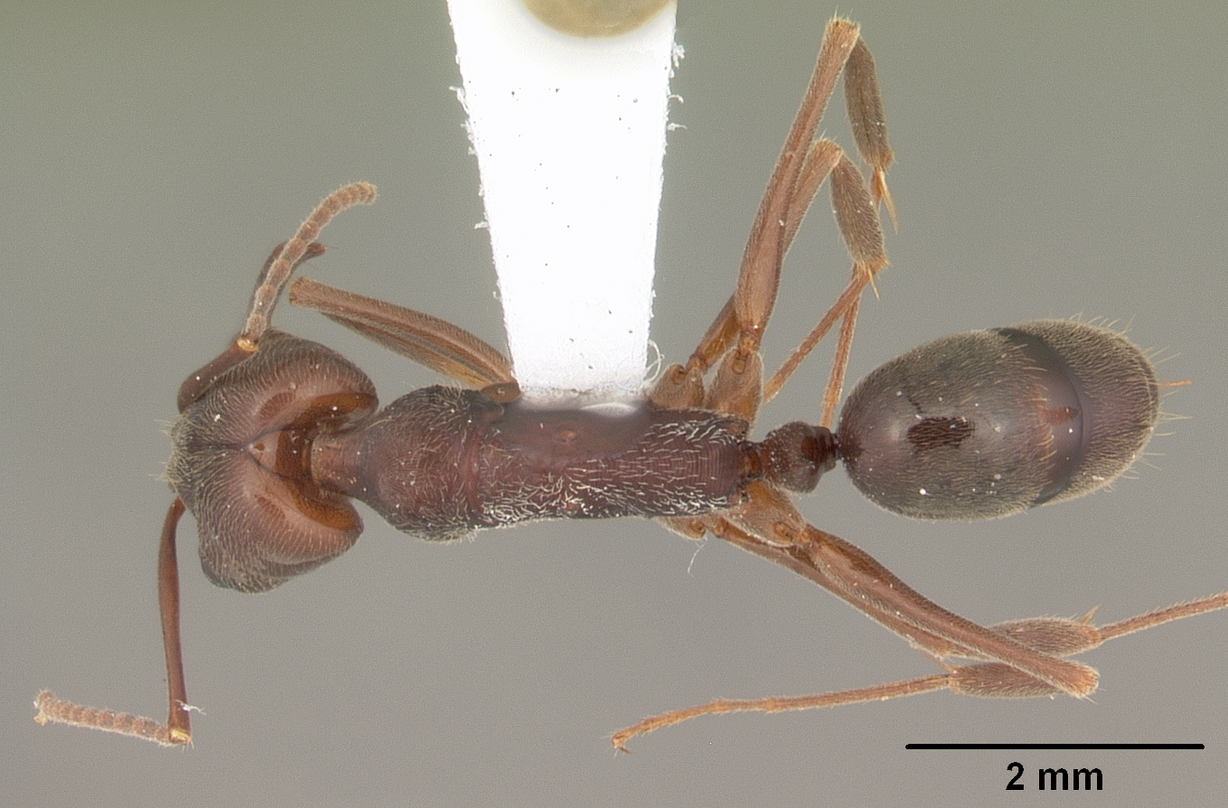
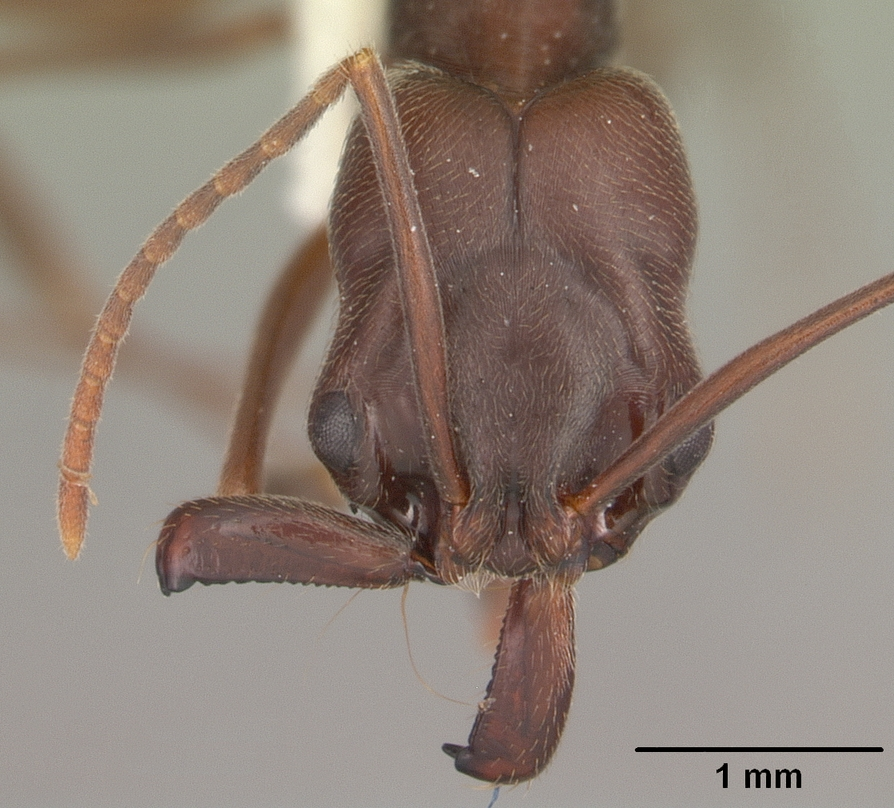
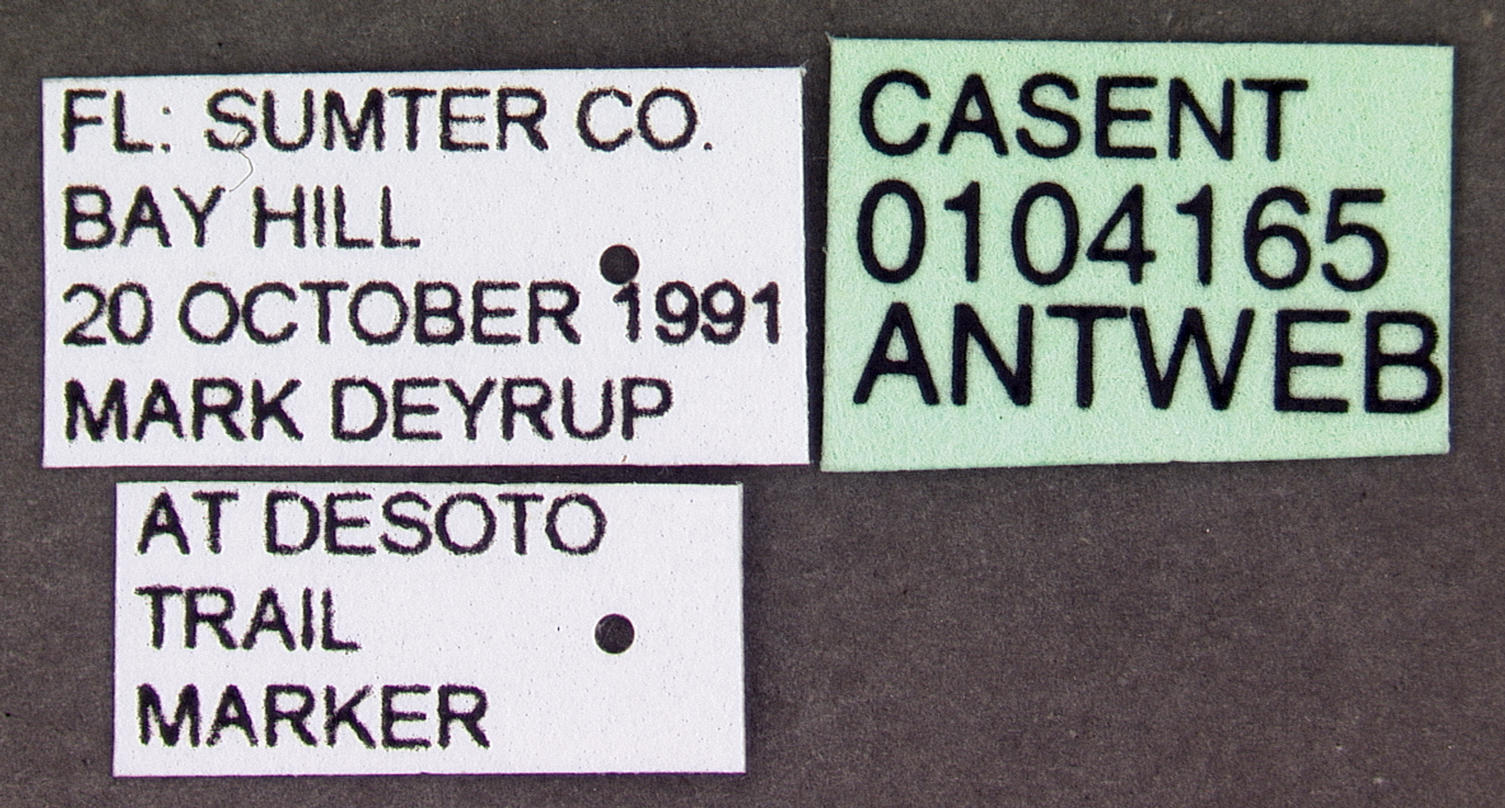
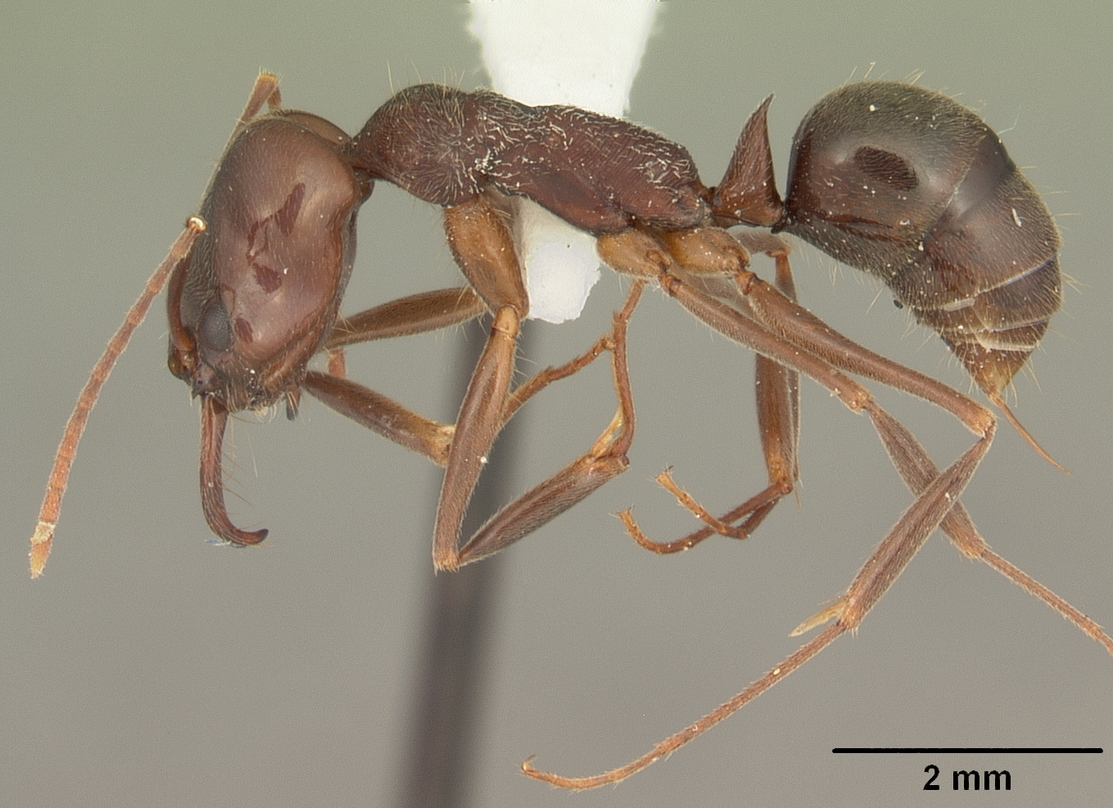
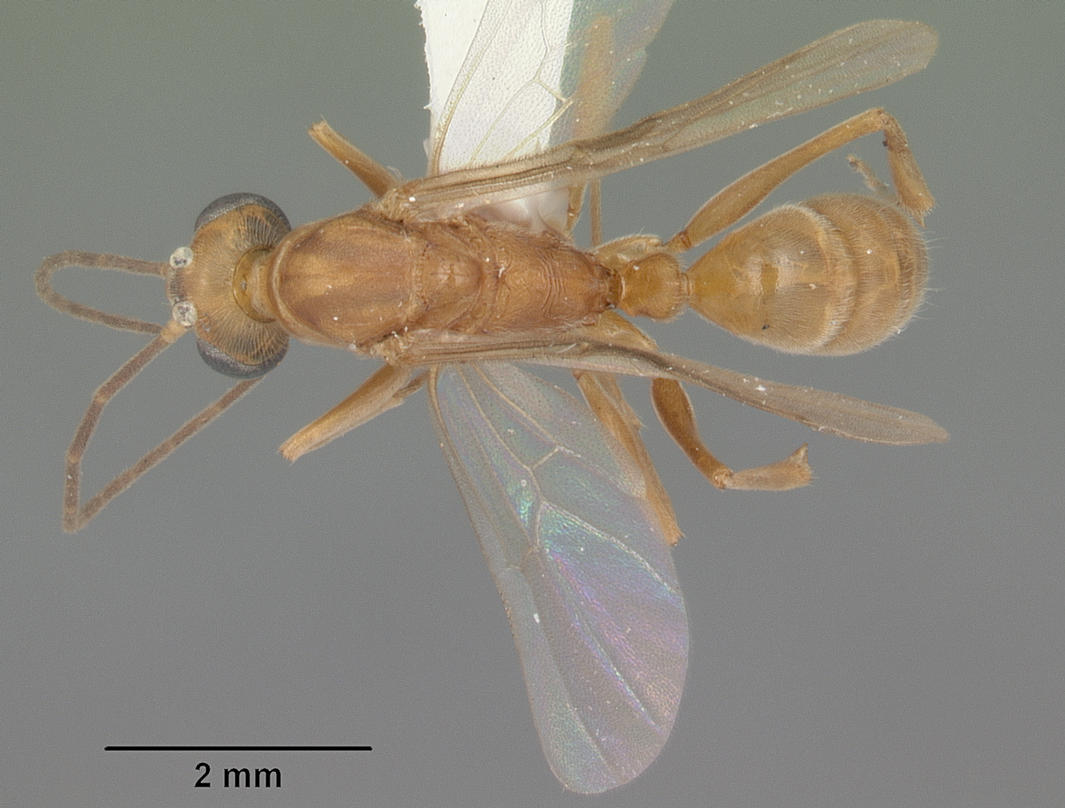
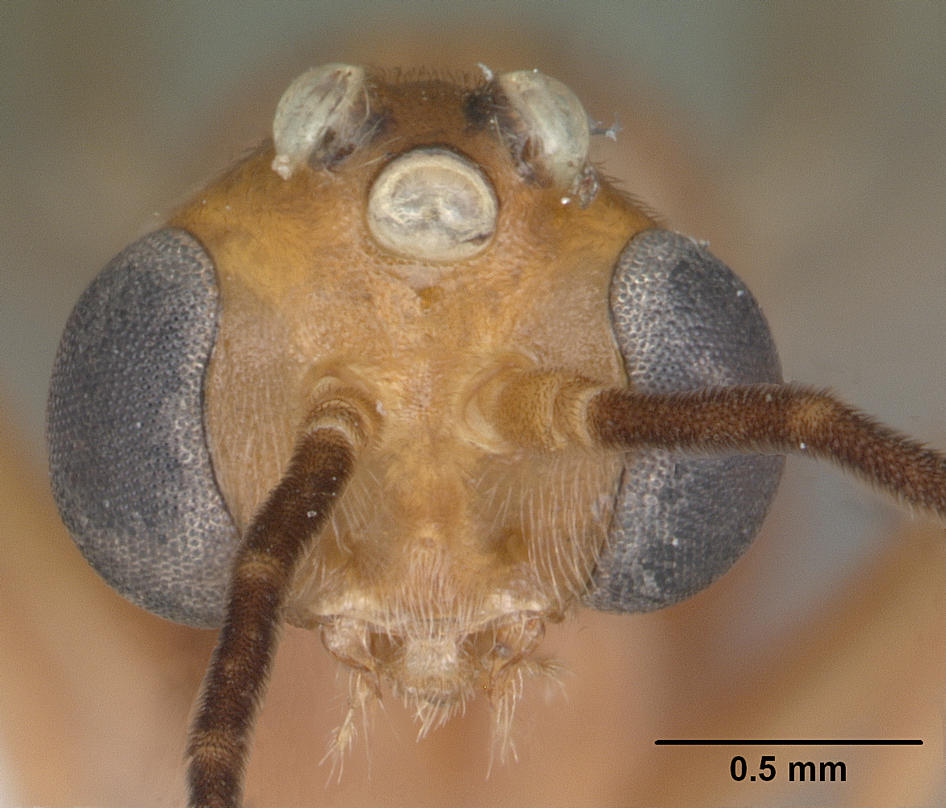